# Phan Thanh Giản
Phan Thanh Giản, (chữ nho: 潘清簡; pe̍h-ōe-jī: Phoaⁿ Chheng-kán), noto con i nomi di cortesia Đạm Như (淡如) e Lương Khê (梁溪) (Ba Thanh, 11 novembre 1796 – Cocincina, 4 agosto 1867), è stato un mandarino vietnamita.
Fu gran consigliere alla corte Nguyễn, negoziatore del trattato di Saigon del 1862 e governatore. Guidò un'ambasciata in Francia nel 1863 e si suicidò quando la Francia completò l'invasione della Cocincina nel 1867.

## Biografia

### Trattato di Saigon
Phan Thanh Giản fu uno dei principali mandarini della corte Nguyễn. Svolse un ruolo chiave nella negoziazione del trattato di Saigon del 1862. I negoziati portarono alla cessione formale del territorio vietnamita che i francesi avevano occupato nel 1861 e che costituì il nucleo della futura colonia di Cocincina, costituito dalle province di Già Dinh, Mỹ Tho, Biên Hòa e dalle isole Poulo Condore. I vietnamiti dovettero inoltre pagare le riparazioni di guerra ai francesi. A causa del suo ruolo in questi negoziati, Phan Thanh Giản divenne piuttosto impopolare, sia presso la popolazione vietnamita, sia presso la corte del re Tự Đức.

### Ambasciatore in Francia
Nel 1863 Phan Thanh Giản, con un'ambasciata di 70 persone, fu inviato dall'imperatore in Francia per negoziare la restituzione dei territori ceduti ai francesi. Phan Thanh Giản fu accompagnato in questa ambasciata da Michel Duc Chaigneau (figlio di Jean-Baptiste Chaigneau). Nel novembre 1863 Phan Thanh Giản incontrò Napoleone III e l'imperatrice Eugenia. Napoleone III, commosso dall'appello di Phan Thanh Giản, accettò di restituire le province in cambio di un'indennità di guerra, di un accordo per lo stazionamento di truppe a Saigon, Mỹ Tho e Thủ Dầu Một e del riconoscimento della protezione militare francese. Il ministro della marina francese Chasseloup-Laubat, contrario alla restituzione del territorio cocincinese, minacciò Napoleone III di rassegnare le proprie dimissioni e quelle dell'intero gabinetto, costringendolo nel giugno 1864 a ordinare l'annullamento dell'accordo.
Grazie alla sua visita in Francia, Phan Thanh Giản ebbe modo di comprendere in prima persona il livello di sviluppo della Francia rispetto al quello del Vietnam, rimase stupito da esempi di innovazione tecnologica come i treni a vapore e, al suo ritorno in Vietnam, affermò che la "ricchezza e la forza della Francia sono indescrivibili". Tự Đức rispose a questo avvertimento solo con ammonimenti di rettitudine morale:

### Governatore
Tormato in Vietnam, Phan Thanh Giản fu nominato da Tự Đức governatore delle province meridionali non occupate dai francesi. Quando nel 1967 la Francia invase questi territori, Phan Thanh Giản scelse di evitare la resistenza armata e non riuscì a difendere la cittadella di Vĩnh Long. In attesa di ordini che non arrivarono mai, si dimise e si tolse la vita avvelenandosi.

## Famiglia
La famiglia di Phan era di origine sino-vietnamita. Suo nonno Phan Thanh Tap, originario di Haicheng (vicino all'odierna Longhai) nella prefettura di Zhangzhou della provincia del Fujian, emigrò in Vietnam a causa di suoi sentimenti politici ostili al governo della dinastia Qing. Insieme alla sua famiglia e ai suoi parenti si stabilì nel villaggio di Hoi Trung nella provincia di Bình Định. Una volta stabilitosi in Vietnam, sposò una donna vietnamita, Huynh Thi Ngoc, dalla cui unione nacque il padre di Phan Thanh Giản, Phan Thanh Ngạn. Quest'ultimo iniziò la sua carriera come impiegato in tribunale, venne nominato nel 1798 fornitore principale della marina di Nguyễn Phúc Ánh (il futuro imperatore Gia Long ) e fu inviato in missione diplomatica a Tourane. Morì in un naufragio.
Anche la madre di Phan era di origine cinese. Suo trisnonno emigrò in Vietnam dalla provincia del Fujian a metà del XVII secolo. Ebbe tre figli, Phan Hương, Phan Liêm (noto anche come Phan Thanh Liêm o Phan Thanh Tòng) e Phan Tôn. Gli ultimi due organizzarono una ribellione armata contro i soldati francesi che avevano conquistato Vĩnh Long e ma furono sconfitti. Phan Hương rimase a Vĩnh Long, vivendo nascosto come contadino. Phan Liêm e Phan Tôn fuggirono invece a Huế, poi seguirono Nguyễn Tri Phương nella battaglia di Hanoi del 1873. Il generale Phương rimase gravemente ferito, ma rifiutò di essere curato dai francesi e iniziò uno sciopero della fame, morendo poco dopo. Phan Liêm e Phan Tôn furono inviati in Francia.

## Nella cultura popolare
Phan Thanh Giản è oggi venerato come una divinità minore dai suoi familiari.

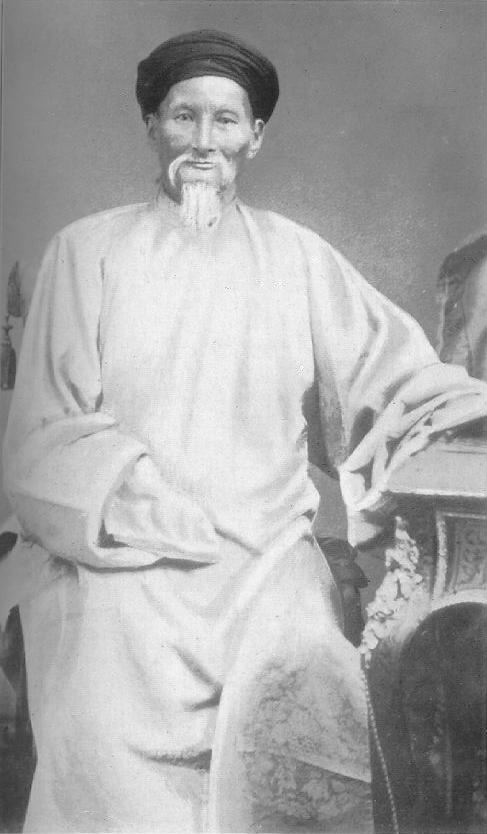
Phan Thanh Giản
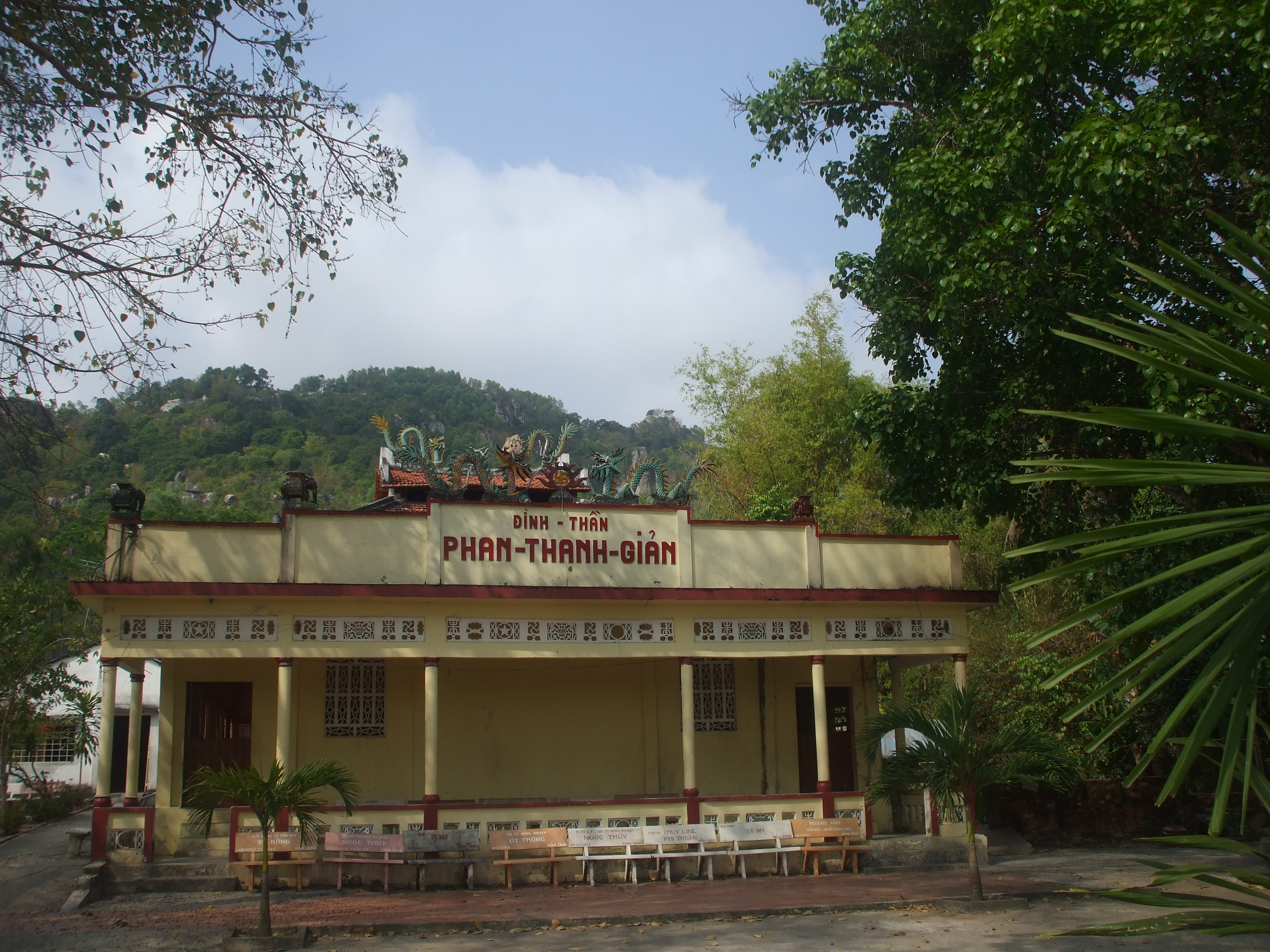
Tempio di Phan Thanh Giản
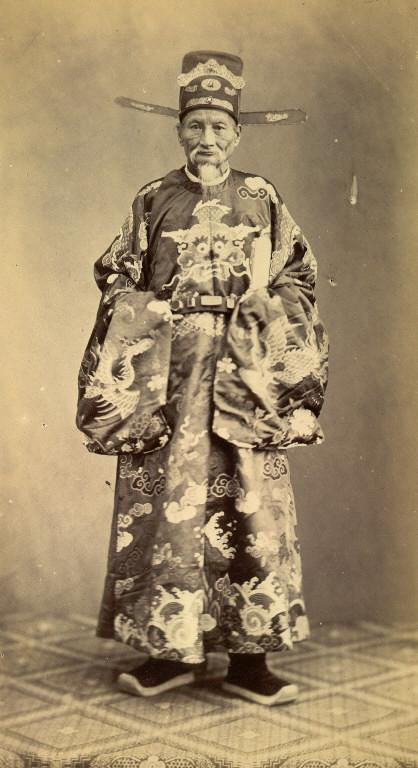
Phan Thanh Giản a Parigi, 1863
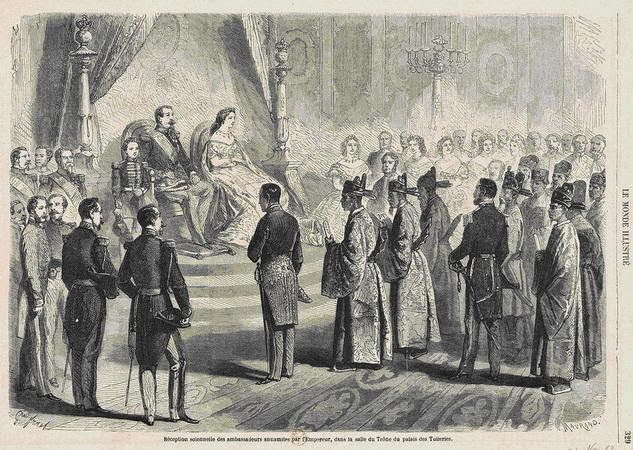
Phan Thanh Giản a capo della delegazione vietnamita (al centro e in prima fila) presso Napoleone III (1863)